# O Planeta do Tesouro
Treasure Planet (bra: Planeta do Tesouro, ou O Planeta do Tesouro; prt: O Planeta do Tesouro) é um filme de animação americano de 2002, dos gêneros fantasia, aventura e ficção científica, dirigido por Ron Clements e John Musker, com roteiro baseado no romance A Ilha do Tesouro, de Robert Louis Stevenson.
Produzido pela Walt Disney Pictures, é o 42º longa-metragem animada do estúdio e o primeiro lançado simultaneamente nos cinemas convencionais e IMAX. Treasure Planet emprega uma nova técnica de animação tradicional junto com a animação computadorizada.
O Planeta do Tesouro é também uma refilmagem animada da minissérie italiana L'isola del tesoro, de 1987. Treasure Planet apresenta as vozes originais de Joseph Gordon-Levitt, Brian Murray, David Hyde Pierce, Martin Short, Roscoe Lee Browne, Emma Thompson, Laurie Metcalf, e Patrick McGoohan (em seu último papel no cinema). A trilha sonora foi composta por James Newton Howard, enquanto as canções foram escritas e realizadas por John Rzeznik.

## Sinopse
A história conta sobre o jovem Jim Hawkins, um adolescente problemático que traz apenas dor de cabeça e problemas a sua mãe, a dona de uma pequena estalagem. O garoto encontra um raríssimo mapa para um fabuloso tesouro caçado por todos os navegantes espaciais. Mas neste instante, os tais piratas invadem a estalagem e causam um incêndio na mesma, quase matando Jim e sua mãe, que por um triz conseguem se salvar. Agora, o que o garoto mal podia esperar era que o embrulho seria um mapa até as lembranças das histórias de quando era criança. O mesmo levaria até o "butim de mil galaxias", o tesouro de Flint, um temido pirata espacial escondido no Planeta do Tesouro. A caçada começa com Jim, o Doutor, a Capitã Amélia e uma tripulação bastante suspeita comandada por John Silver, um ciborgue mal humorado que cuida da cozinha do navio.

## Elenco
| Personagem            | Voz                  |
| --------------------- | -------------------- |
| Jim Hawkins           | Joseph Gordon-Levitt |
| Jim Hawkins (criança) | Austin Majors        |
| Long John Silver      | Brian Murray         |
| Dr. Delbert Doppler   | David Hyde Pierce    |
| Capitã Amelia         | Emma Thompson        |
| Ben Gunn              | Martin Short         |
| Sarah Hawkins         | Laurie Metcalf       |
| Sr. Arrow             | Roscoe Lee Browne    |
| Billy Bones           | Patrick McGoohan     |
| Scroop                | Michael Wincott      |
| Onus                  | Corey Burton         |
| Narrador              | Tony Jay             |
| Morph                 | Dane A. Davis        |

## Trilha sonora
A trilha sonora original do filme foi lançada em Novembro de 2002 pela Walt Disney Records. A música foi escrita por James Newton Howard, com canções por John Rzeznik da banda Goo Goo Dolls.

### Faixas
1. I'm Still Here (Jim's Theme) -  John Rzeznik (4:11)
2. Always Know Where You Are - BBMak (3:19)
3. 12 Years Later - James Newton Howard (2:44)
4. To The Spaceport - James Newton Howard   (1:55)
5. Rooftop - James Newton Howard  (2:32)
6. Billy Bones - James Newton Howard   (2:24)
7. The Map - James Newton Howard  (0:58)
8. Silver - James Newton Howard  (2:39)
9. The Launch - James Newton Howard  (2:42)
10. Silver Comforts Jim - James Newton Howard  (3:23)
11. Jim Chases Morph - James Newton Howard (3:17)
12. Ben - James Newton Howard  (2:31)
13. Silver Bargains - James Newton Howard  (2:59)
14. The Back Door - James Newton Howard  (4:18)
15. The Portal - James Newton Howard  (5:04)
16. Jim Saves The Crew - James Newton Howard  (4:37)
17. Silver Leaves - James Newton Howard (5:11)

## Prêmios e indicações
| Prêmio     | Categoria                | Recipiente | Resultado |
| ---------- | ------------------------ | ---------- | --------- |
| Oscar 2003 | Melhor filme de animação |            | Indicado  |